# Municipio de Hamilton (condado de Sullivan)
El municipio de Hamilton (en inglés: Hamilton Township) es un municipio ubicado en el condado de Sullivan en el estado estadounidense de Indiana. En el año 2010 tenía una población de 6869 habitantes y una densidad poblacional de 43,54 personas por km².

## Geografía
El municipio de Hamilton se encuentra ubicado en las coordenadas 39°6′24″N 87°23′27″O / 39.10667, -87.39083. Según la Oficina del Censo de los Estados Unidos, el municipio tiene una superficie total de 157.76 km², de la cual 154,31 km² corresponden a tierra firme y (2,19 %) 3,45 km² es agua.

## Demografía
Según el censo de 2010, había 6869 personas residiendo en el municipio de Hamilton. La densidad de población era de 43,54 hab./km². De los 6869 habitantes, el municipio de Hamilton estaba compuesto por el 97,74 % blancos, el 0,07 % eran afroamericanos, el 0,28 % eran amerindios, el 0,35 % eran asiáticos, el 0,22 % eran de otras razas y el 1,34 % eran de una mezcla de razas. Del total de la población el 1,02 % eran hispanos o latinos de cualquier raza.